# Stazione di Candela-Sant’Agata di Puglia
Stazione di Candela-Sant'Agata di Puglia vasútállomás Olaszországban, Puglia régióban, mely Candela és Sant'Agata di Puglia településeket szolgálja ki.

## Vasútvonalak
Az állomást az alábbi vasútvonalak érintik:
- Foggia-Potenza-vasútvonal

## Kapcsolódó állomások
A vasútállomáshoz az alábbi állomások vannak a legközelebb: 
- Stazione di Rocchetta Sant'Antonio-Lacedonia
- Stazione di Ascoli Satriano